# 道虎沟翼龙属
道虎沟翼龙（学名：Daohugoupterus）是翼龙目的一个属，化石发现于中国内蒙古自治区中侏罗世至晚侏罗世的髫髻山组道虎沟岩层。

## 发现与命名
北京中国科学院古脊椎动物与古人类研究所的周忠和与李岩于野外考察期间在玲珑塔附近的道虎沟村发现一具翼龙标本。此标本由李雨桐进行清修。标本编号IVPP V12537，是一具带有软组织印痕的部分骨骼，压缩于一块石板及其对应石板上，包括部分躯干及胸带、左肱骨、两个乌喙骨、右肩胛骨、胸板、颈椎、背椎、肋骨及颅和下颚后段。
道虎沟翼龙由程心、汪筱林、蒋顺兴、亚历山大·克尔纳等人于2015年命名并描述。模式种兼唯一种是娇小道虎沟翼龙（Daohugoupterus delicatus）。属名组合道虎沟村及希腊语πτερόν／pteron（翅膀）。种名在拉丁语中意为“精致的”，指其纤细的体形。

## 描述
道虎沟翼龙是种小型翼龙类。肱骨长41.8 mm（1.65英寸）。
共提出两项鉴别特征，被认为是可能的自衍征：鼻骨深深嵌入额骨，胸板很宽，宽度是长度的2.5倍。

## 分类
颈椎短、存在颈肋及拥有四角形三角嵴的肱骨形态表明道虎沟翼龙是种相对原始的翼龙。道虎沟翼龙被列为翼龙目的地位未定物种。

## 古生态学
道虎沟翼龙是燕辽生物群的成员，其中还包括翼龙类中的热河翼龙及翼手喙龙，而道虎沟翼龙是三者中体型最小的一种。